# Provisor
Se llama provisor u oficial al sacerdote que ejerce la jurisdicción contenciosa en una diócesis.
Como la palabra oficial se encuentra confundida con la de vicario, haremos una historia común del origen y establecimiento de estos dos oficios. El estado de los vicarios generales no es de origen muy antiguo; sus funciones han sido siempre bien conocidas y practicadas en la Iglesia puesto que pueden citarse entre otros ejemplos los de San Gregorio y San Basilio. El primero fue destinado a estas funciones por la solicitud de su padre que quiso descargar en él una parte de los cuidados y trabajos que tenía en el gobierno de su Iglesia. Habiéndose reconciliado San Basilio con Eusebio de Cesarea, llegó a ser su consejero y director. El Papa Dámaso envió a San Ambrosio el sacerdote Simplicio para que le aliviase al principio del episcopado. Estos ejemplos y otros citados por Tomasino justifican el establecimiento de los vicarios generales de los obispos pero no prueban que siempre se hayan servido de ellos.
En el siglo XIII fue cuando los obispos para humillar a los arcedianos y debilitar su excesiva autoridad, idearon oponerles vicarios y oficiales. En efecto, no se habla de estos últimos en el Decreto ni en las Decretales de Gregorio IX a no ser que se quiera decir que los arcedianos no eran más que los vicarios de los obispos, pues el cap. 1, de offic. archid. les da el nombre y aun las funciones de tales.
El Concilio de Letrán celebrado bajo Inocencio III se contenta con exhortar a los obispos que no puedan desempeñar por sí mismos todas las funciones episcopales, a que elijan vires idóneos para instruir, gobernar y visitar la diócesis en vez de ellos. Los sabios motivos de esta exhortación, apoyados en los que proporcionaba el demasiado crédito de los arcedianos, determinaron enteramente a los obispos a nombrar oficiales y vicarios, los establecieron cuando lo creyeron conveniente y los que pusieron en otros pueblos fuera de la ciudad episcopal se llamaron foráneos.
Parece por el título del Sesto de oficio vicarii, en el que solo se habla de los vicarios generales y oficiales de los obispos, que al principio un mismo individuo tuvo estos dos títulos, es decir que no estando todavía distinguida la jurisdicción contenciosa de la voluntaria, el oficial era vicario general y el vicario general oficial como se ha usado en Italia. En Francia se da en la actualidad el título de oficial al vicario general.
No puede dudarse por las palabras de Bonifacio VIII y las que acabamos de citar de los decretos del Concilio de Letrán que los obispos tienen el derecho de establecer en sus diócesis vicarios generales y oficiales; mas se pregunta si están obligados a ello desde que parece no poder bastar por sí solos para todos los negocios de la diócesis. Todos los autores convienen generalmente en que el obispo está obligado a establecer un vicario:
1. Cuando se ausenta de su diócesis
2. Cuando está enfermo o no puede subvenir de otro modo a las funciones de su empleo:
3. Según la disposición del capítulo Quoniam de offic. judic., cuando hay en una diócesis diversos idiomas y varios usos, el obispo debe establecer vicarios en los diversos puntos en que hay un idioma o ritos particulares.

Por lo demás, este establecimiento debe hacerse gratuitamente y sin distinguir la jurisdicción temporal, que en un juez de la Iglesia se halla necesariamente unida a la espiritual; sería una simonía el comprar o vender los empleos de vicario general o de oficial, una multitud de autoridades respetables quitan toda duda sobre este punto.